# Municipio de Jefferson (condado de Sullivan)
El municipio de Jefferson (en inglés: Jefferson Township) es un municipio ubicado en el condado de Sullivan en el estado estadounidense de Indiana. En el año 2010 tenía una población de 417 habitantes y una densidad poblacional de 3,75 personas por km².

## Geografía
El municipio de Jefferson se encuentra ubicado en las coordenadas 38°57′43″N 87°17′19″O / 38.96194, -87.28861. Según la Oficina del Censo de los Estados Unidos, el municipio tiene una superficie total de 111.24 km², de la cual 109,86 km² corresponden a tierra firme y (1,24 %) 1,38 km² es agua.

## Demografía
Según el censo de 2010, había 417 personas residiendo en el municipio de Jefferson. La densidad de población era de 3,75 hab./km². De los 417 habitantes, el municipio de Jefferson estaba compuesto por el 99,28 % blancos, el 0,48 % eran amerindios y el 0,24 % eran de una mezcla de razas. Del total de la población el 0,72 % eran hispanos o latinos de cualquier raza.